# Aspidiotus vernoniae
Aspidiotus vernoniae är en insektsart som beskrevs av Hall 1929. Aspidiotus vernoniae ingår i släktet Aspidiotus och familjen pansarsköldlöss. Inga underarter finns listade i Catalogue of Life.